# Ministerio del Interior y Seguridad (Corea del Sur)
El Ministerio del Interior y Seguridad (MOIS, coreano: 행정안전부; hanja: 行政安全部): Es una Institución o Ministerio del gobierno de Corea del Sur que es responsable de la administración nacional, la gestión de organizaciones gubernamentales y el gobierno electrónico. Además, apoya a los gobiernos locales en términos de administración local, finanzas y desarrollo regional para promover una mayor autonomía local. La sede está en la ciudad de Sejong
Tiene su sede y varias oficinas en la ciudad de Sejong. También cuenta con oficinas en Jongno-gu, Seúl.. Anteriormente la sede se encontraba en Seúl.

### Instituciones
- Instituto de Desarrollo de Funcionarios de Gobiernos Locales (LOGODI)
- Archivos Nacionales de Corea
- Servicio Forense Nacional
- Servicio Nacional de Computación e Información
- Agencia Nacional de Bomberos
- Agencia Nacional de Policía
- Comité de las Cinco Provincias de Corea del Norte

## Lista de Ministros
| No. | Retrato | Nombre         | Tiempo en el Cargo      | Tiempo en el Cargo      | Tiempo en el Cargo | Presidente de Corea del Sur |
| No. | Retrato | Nombre         | Toma de posesión        | Fin del Mandato         | Tiempo en el Cargo | Presidente de Corea del Sur |
| --- | ------- | -------------- | ----------------------- | ----------------------- | ------------------ | --------------------------- |
| 1   |         | Kim Boo-kyum   | 26 de julio de 2017     | 5 de abril de 2019      | 1 año, 253 días    | Moon Jae-in                 |
| 2   |         | Chin Young     | 8 de abril de 2019      | 23 de diciembre de 2020 | 1 año, 259 días    | Moon Jae-in                 |
| 3   |         | Jeon Hae-cheol | 24 de diciembre de 2020 | 9 de mayo de 2022       | 1 año, 136 días    | Moon Jae-in                 |
| 4   |         | Lee Sang-min   | 12 de mayo de 2022      | En el Cargo             | 1 año, 255 días    | Yoon Suk-yeol               |